# كريستوفر وليامز
كريستوفر وليامز (بالإنجليزية: Christopher Williams)‏ (21 مايو 1984 فيلادلفيا الولايات المتحدة - ) هو لاعب كرة قدم أمريكي، يلعب كمدافع، لعب 113 مباراة وسجل 14 هدف.

## مسيرته

### مسيرته مع الأندية
- 2004 - 2006 لعب مع Ocean City Nor'easters [الإنجليزية]‏ 12 مباراة سجل خلالها هدفين.
- 2007 - 2008 لعب مع فيلادلفيا كيكس [الإنجليزية]‏ 25 مباراة سجل خلالها هدف.
- 2007 - 2009 لعب مع Fort Lauderdale Strikers (2006–2016) [الإنجليزية]‏ 52 مباراة سجل خلالها هدف.
- 2012 - 2013 لعب مع Harrisburg Heat (2012–present) [الإنجليزية]‏ 15 مباراة سجل خلالها 10 أهداف.
- 2013 - 2013 لعب مع سان أنتونيو سكوربيونز 5 مباريات.
- 2013 - 2013 لعب مع Baltimore Blast [الإنجليزية]‏ 4 مباريات.